# Bagratidska Armenija
Bagratidska Armenija (armensko Armenian: Բագրատունիների թագավորություն, Bagratidsko kraljestvo) je bila neodvisna armenska država, ki jo je ustanovil Ašot I. iz dinastije Bagratidov v zgodnjih osemdesetih letih 8. stoletja po skoraj dveh stoletjih omajadske in abasidske prevlade nad Veliko Armenijo. V obdobju pred ustanovitvijo sta bili obe takratni prevladujoči sili v regiji – Abasidi in Bizantinsko cesarstvo – preveč zaposleni s svojimi vojnami, več armenskih plemiških družin nahararjev pa se je razkropilo, kar je Ašotu I. omogočilo  uveljaviti se kot vodilna osebnost gibanja za izgon Arabcev iz Armenije.
Ašotov ugled se je še povečal, ko so mu začeli dvoriti tako bizantinski kot arabski vladarji, ki so želeli ohraniti tamponsko državo blizu svojih meja. Abasidski kalifat je leta 862 priznal Ašota za kneza knezov in leta 884 ali 885 za kralja. Ustanovitev Bagratidskega kraljestva je kasneje privedla do ustanovitve več drugih armenskih kneževin in kraljestev: Tarona, Vaspurakan, Karsa, Hačena in Sjunika.  Med vladavino Ašota III. (952/953–977) je glavno mesto kraljestva postal Ani in zrasel v cvetoče gospodarsko in kulturno središče.
V prvi polovici 11. stoletja je kraljestvo začelo pešati in sčasoma propadlo. Bizantinski cesar Bazilij II. (vladal 976–1025) je nad njim dosegel vrsto zmag in priključil dele jugozahodne Armenije k svojemu cesarstvu. Kralj Hovhannes-Smbat III. je bil prisiljen leta 1022 obljubiti, da bo njegovo kraljestvo po njegovi smrti prešlo v roke Bizantincev. Po Hovhannes-Smbatovi smrti leta 1041 je njegov naslednik Gagik II. zavrnil izročitev Anija in nadaljeval z upiranjem do leta 1045, ko so njegovo kraljestvo, ki so ga pestile notranje in zunanje grožnje, končno zavzele bizantinske sile.

## Zgodovina

### Ozadje
Pešanje Sasanidskega cesarstva v 7. stoletju je privedla do vzpona druge regionalne sile, muslimanskih Arabcev. Arabci iz Omajadskega kalifata so osvojili obsežna ozemlja na Bližnjem vzhodu, se nato obrnili proti severu in leta 640 začeli občasno vpadati na armensko ozemlje. Armenski kuropalat Teodor Rštuni je s kalifatom sklenil mirovni sporazum, a je nenehna vojna z Arabci in Bizantinci kmalu privedla do pustošenja po vsej Armeniji. Leta 661 so se armenski voditelji strinjali, da se bodo podredili arabski oblasti, medtem ko so Arabci priznali Grigorja Mamikonijana iz mogočne družine nahararjev Mamikonijcev za išhana (kneza) Armenije. Provinco, znano kot al-Arminija s prestolnico Dvin, je vodil ostikan oziroma guverner. 
Omajadska oblast v Armeniji je v začetku 8. stoletja postala kruta. Upor proti Arabcem se je širil po Armeniji vse do leta 705, ko je arabski guverner Nahčivana pod pretvezo srečanja za pogajanja pobil skoraj vse armensko plemstvo. Arabci so poskušali Armence spraviti, vendar so visoki davki, osiromašenje države zaradi pomanjkanja regionalne trgovine in naklonjenost Omajadov družini Bagratuni pred Mamikonci to otežili. Armenci so izkoristili strmoglavljenje Omajadov s strani Abasidov in začeli nov upor, ki je bil tudi neuspešen, deloma zaradi napetih odnosov med družinama Bagratuni in Mamikoni. Neuspeh upora je povzročil tudi skorajšnji razpad hiše Mamikoni, ki je izgubila večino svoje zemlje.
Tretji in zadnji upor, ki se je začel v podobnih okoliščinah kot drugi, se je začel leta 774 pod vodstvom Mušega Mamikonijana in s podporo drugih nahararjev. Abasidi so vdrli v Armenijo z vojsko  30.000 mož in 24. aprila 775 v bitki pri Bagrevandu odločno zatrli upor in njegove pobudnike, s čimer je nastala praznina, ki jo je zapolnila edina večinoma nedotaknjena družina Bagratuni.

### Vzpon Bagratidov
Družina Bagratuni si je vse od prevzema oblasti leta 750 po svojih najboljših močeh prizadevala izboljšati odnose z abasidskimi kalifi. Abasidi so vedno nezaupljivo sprejemali njihove ponudbe, dokler se ni v začetku 770. let odnos med njima drastično izboljšal. Člani družine Bagratuni so kmalu začeli veljati za voditelje Armencev v regiji. Po koncu tretjega upora Armencev, v katerem Bagratuni modro niso želeli sodelovati, je po razpršitvi več knežjih hiš njihova družina ostala brez morebitnih tekmecev. Možnosti za prevzem popolnega nadzora  nad regijo so bile kljub temu otežene zaradi priseljevanja Arabcev v Armenijo in kalifovega imenovanja emirjev za guvernerje novo ustanovljenih upravnih okrožjih (emiratov). Število priseljenih Arabcev ni bilo nikoli tolikšno, da bi tvorili večino, emirati pa niso bili nikoli povsem podrejeni kalifu.Zgodovinar George Bournoutian ugotavlja, da je ravno razdrobljenost arabske oblasti omogočila ponovni vzpon Bagratidov pod vodstvom Ašota Msakerja - 'Mesojedca'.
Ašot je začel privajati posesti, ki so prej pripadala Mamikoncem, in se aktivno boriti proti emirjem kot znak svoje zvestobe kalifatu, ki mu je leta 804 za zasluge podelil naziv iškan - knez knezov. Ašotove posesti sta po njegovi smrti leta 826 podedovala sinova: Bagrat II. Bagratuni je prejel Taron in Sasun ter prestižni naziv iškana, medtem ko je njegov brat Smbat VIII. Bagratuni, znan kot Spovednik, postal sparapet Sperja in Tajka.
Brata zaradi medsebojnih sporov nista bila sposobna izoblikovati enotne fronte proti muslimanom. Leta 850 je izbruhnil nov armenski upor proti arabski oblasti, ki sta ga vodila Bagrat II. in Ašot Arcuni iz Vaspurakana. Njun upor je propadel, tako kot prejšnji. Arabska vojska pod vodstvom turškega generala Bugha al-Kabirja je ujela Bagrata, Smbata in druge armenske kneze ter brutalno zatrla upor.

### Ustanovitev kraljestva
Leta 857 je Smbata nasledil njegov sin Ašot I., ki je z odločnim pristopom postopoma ponovno zavzel ozemlja v posesti Arabcev. Leta 862 je prevzel naziv knez knezov, ko so začeli izrivati Arabce iz njihove baze v Tajku pa je svojega brata Abasa imenoval za sparapeta. Njegova začetna prizadevanja za izgon ostikana iz Arminije so propadla, vendar ga to ni odvrnilo od izkoriščanja bizantinsko-arabskega rivalstva.
Ašotu I. je že zgodaj začel dvoriti Bizanc, ki si je obupno želel zavarovati severovzhodni bok svoje vzhodne fronte, da bi usmeril vso svojo moč proti Arabcem. Ašot je prisegel zvestobo cesarstvu, a so bizantinski voditelji kljub temu vztrajali pri svoji dolgoletni zahtevi, da se Armenska apostolska cerkev podredi vzhodni pravoslavni cerkvi. Sklicana je bila sinoda armenskih cerkvenih voditeljev, s katere je bilo v Konstantinopel poslano pismo, polno dvoumnih besedil, ki je uspelo ohraniti začasni sporazum med obema cerkvama. Kakor koli že, verske razlike so bile za Bizantince manj pomembne od  grožnje, ki so jo še naprej predstavljali Arabci. Leta 884 se je kalif al-Mutamid, ki se je zavedal tveganj, če bi Armenija padla pod bizantinsko oblast, in Ašotu poslal krono in ga priznal za kralja. To dejanje ni ušlo cesarju Baziliju II., ki je po besedah armenskih zgodovinarjev Vardana Areveltsija (umrl 1271) in Kirakosa Gandzakecija (ok. 1200–1271) Ašotu poslal podobno krono. Ašot je svoj prestol preselil v mesto-trdnjavo Bagaran, kjer je bilo leta 884 ali 885 njegovo kronanje.
Ašot je s kronanjem uradno obnovil armensko monarhijo in postal prvi armenski kralj po letu 428. Pridobil je naklonjenost tako Bizantincev kot Arabcev, a je na koncu izkazal zvestobo Baziliju II. in se leta 885 odločil skleniti zavezništvo z Bizantinci. Ašot ni bil edini armenski knez v regiji, saj so obstajale so še druge kneževine v Sjuniku, Vaspurakanu in Taronu, vendar je imel polno podporo drugih knezov, ki so potem, ko je postal kralj, priznali njegovo avtoriteto. S statusom kralja se je njegova avtoriteta prenesla tudi na sosednje države Gruzijo, Kavkaško Albanijo in več arabskih emiratov. Ašotova vladavina je bila kratka. Po njegovi smrti leta 890 ga je nasledil sin Smbat I.

### Smbat I.
Smbat I. je bil okronan za kralja leta 892 po kratkem poskusu njegovega strica Abasa, da bi preprečil njegovo nasledstvo prestola. Smbat je nadaljeval očetovo politiko ohranjanja prisrčnih odnosov z Bizancem, vendar se je zavedal strahu Arabcev pred armensko-bizantinsko zavezništvom. V pogovoru z arabskim ostikanom Mohamedom Ibn Abil-Sadžemom (Afšinom) ga je Smbat prepričal, da zavezništvo ne bo koristilo samo Bizancu in Armeniji, ampak bo  gospodarsko koristno tudi za Arabce. Smbat je dosegel veliko zmago tudi z osvojitvijo zgodovinskega mesta Dvin 21. aprila 892. 
Smbatovi uspehi so se hitro ustavili, ko je Afšin presodil, da v neposredni bližini njegove domene ne sme obstajati močna armenska država. Ponovno je zavzel Dvin in vzel Smbatovo ženo za talko, dokler je ni zamenjal za Smbatovega sina Mušega in njegovega nečaka, ki se je prav tako imenoval Smbat. Vojne proti Armeniji so se nadaljevale tudi po Afšinovi smrti leta 901, ko je ostikan Armenije postal njegov brat Jusuf Ibn Abil-Sadž. Jusufova vladavina sprva  ni bila sovražna, potem pa je Smbat storil vrsto napak, zaradi katerih se mu je več njegovih zaveznikov obrnilo hrbet. Ko je poskušal pomiriti svojega vzhodnega zaveznika Smbata Sjuniškega, tako da mu je prepustil mesto Nahičevan, je Smbat nenamerno pahnil Gagika Artsrunija iz Vaspurakana v Jusufovo objem, saj je bilo mesto v Gagikovi domeni. Jusuf je spor izkoristil in Gagiku leta 908 podelil krono, s čimer ga je postavil za kralja Gagika I. Vaspurakanskega in ustvaril armensko državo, nasprotnico tiste, ki ji je vladal Smbat.
Ko sta Jusuf in Gagik leta 909 skupaj napadla Smbata, mu niso poslali pomoči niti Bizantinci niti kalif. Podporo je odklonilo tudi več armenskih knezov, vsi tisti, ki so se odločili, da mu bodo pomagali, pa so bili deležni brutalnega ravnanja močne Jusufove vojske. Smbatov sin Mušeg in nečak Smbat, ki sta bila talca, ter Grigor II. Sjuniški so bili zastrupljeni. Jusufova vojska je med prodiranjem proti Modri trdnjavi, kamor se je zatekel Smbat, pustošila armensko ozemlje in nekaj časa oblegala trdnjavo. Smbat se je leta 914 končno odločil, da se bo predal Jusufu v upanju, da se bo arabski napad s tem končal, vendar Jusuf pa ni pokazal nobenega  sočutja do svojega ujetnika. Armenskega kralja je mučil do smrti in njegovo obglavljeno telo razstavil na križu v Dvinu.

### Ponovni vzpon pod Ašotom Železnim
Jusufova invazija na Armenijo je kraljestvo pustila v ruševinah, kar je odmevalo med armenskimi knezi. Brutalnost  arabskega ostikana jih je zgrozila. Še posebej pretresen je bil Gagik I., ki se je kmalu odpovedal svoji zvestobi Jusufu ter začel kampanjo proti njemu. Ker je Jusufa motil odpor njegovega nekdanjega zaveznika, se je Smbatov sin Ašot II. odločil, da bo prevzel očetov prestol. Ašot je takoj začel izganjati muslimane iz svojih domen. Podporo je dobil tudi z zahoda, saj je tudi bizantinska cesarica Zoja z grozo opazovala arabsko invazijo na Armenijo. Patriarhu Nikolaju Mistiku je naročila, naj napiše uradno pismo armenskemu katolikosu in sklene novo zavezništvo z Armenijo. Katolikos se je odzval prijateljsko in leta 914 je Ašot sprejel Zojino povabilo, da obišče Konstantinopel. Tam je bil lepo  sprejet in ustanovljena je bila bizantinska vojska, ki naj bi pomagala Armeniji poraziti Arabce.  Vojska, ki jo je spremljal Ašot in jo je vodil domestik šol Leon Fokas, se je naslednje leto odpravila na pohod  ob zgornjem Evfratu in vdrla v Taron, kjer ni naletela na skoraj noben odpor Arabcev.
Jusuf si je medtem prizadeval zatreti Gagika, vendar so njegovi poskusi klavrno propadli. Jusuf se je zato osredotočil na Ašota in poskušal oslabiti njegov položaj tako, da je za armenskega kralja kronal Ašotovega bratranca Ašota Šapuhjana. Vojski Ašota Šapuhjana in Jusufa nista mogli ustaviti bizantinskega napredovanja, ki se je zaradi začetka zime ustavilo pred Dvinom. Bizantinska vojska je okrepila Ašotov položaj v Armeniji in uspela Arabcem povzročiti velike žrtve. Protikralj Ašot Šapuhjan je ostal na oblasti v Dvinu. V Armeniji se je lata 918 začela državljanska vojna, ki je divjala od leta 918 do 920, ko je pretendent končno priznal poraz. V Armeniji je prišlo tudi do številnih drugih uporov, a je Ašotu uspelo vse upore zatreti. Leta 919 se je Jusuf neuspešno uprl kalifu in bil zato zamenjan z Armencem veliko bolj naklonjenim ostikanom Subukom. Subuk je Ašota priznal za legitimnega vladarja Armenije in mu podelil naziv šahanšah - kralj kraljev. V klasični armenšini se naziv glasi Շահան Շահ Հայոց Մեծաց - šahan šah hajoc mecac.  
Ironično je, da so Bizantinci postali zaskrbljeni zaradi Ašotovih uspehov in tesnih odnosov z Arabci in poslali v Armenijo novo vojsko pod poveljstvom armenskega domestika šol Ivana Kurkuasa, da bi spodkopali Ašotov kraljevi položaj in podprli upornike, ki so se borili proti njemu. Leta 928 je Kurkuas poskušal zavzeti Dvin, ki so ga branili Ašot in Arabci, vendar mu to ni uspelo.  Leta 923 je kalif, ki se je soočal s težavami doma, izpustil Jusufa, ki se je vrnil v Armenijo, da bi sprostil svojo jezo proti Armeniji in zlasti proti Gagiku I. Od armenskih knezov je začet terjati visoke davke in naletel na znatnim odporom Ašota II. Ašotu je vedno znova uspelo premagati in razbiti arabske vojske, ki so jih več let zapored pošiljali v Armenijo. Ko je leta 929 Jusuf končno umrl, so se v Azerbajdžanu začeli težki boji za oblast med rivalskimi iranskimi in kurdskimi družinami, s čimer se je zmanjšala arabska grožnja Armeniji. Bizantinski cesar Roman I.  Lekapen je svojo pozornost preusmeril z Armenije na boj proti Arabcem v Siriji. Ašotova prizadevanja za ohranitev in obrambo kraljestva so mu prinesla vzdevek Jerkat - Železni. Umrl je leta 929. Nasledil ga je brat  Abas I.

### Stabilnost pod Abasom I.
Vladavina Abasa I. je bila obdobje neobičajne stabilnosti in blaginje, ki je Armenija ni doživela že desetletja. Njegova prestolnica je bila trdnjava Kars. Abas I. je dosegel številne uspehe tako na zunanjem kot na domačem področju. Istega leta, ko je postal kralj, je odpotoval v Dvin, kjer je uspel prepričati arabskega guvernerja, naj izpusti več armenskih talcev in Armeniji vrne nadzor nad papeško palačo. Konfliktov z Arabci je bilo malo, z izjemo vojaškega poraza, ki ga je Abas utrpel v bližini mesta Vagharšapat. Do Bizantincev je bil veliko manj spravljiv, ker so večkrat dokazali svojo nezanesljivost in kot zavezniki napadali in priključevali armenska ozemlja. Bizantinski cesar Roman I. Lekapen se je bolj kot na Armence  osredotočil na boj proti arabskim Hamdanidom, kar je Abasu I. omogočalo svobodno vodenje lastne politike brez tujih vmešavanj. Razen Bizantincev in Arabcev je Bagratidski Armeniji leta 943 grozil tudi abhazijski kralj Ber. V Karsu je bila po Abasovem ukazu zgrajena cerkev, pred njeno posvetitvijo pa se je na reki Araks pojavil Ber z vojsko in zahteval, da se nova cerkev posveti po kalcedonskem obredu. Abas ni hotel popustiti in je v jutranjem napadu iz zasede napadel Berove sile. Abasovi možje so Bera ujeli, ga v novi cerkvi oslepili, da je ne bi več videl, in poslal nazaj v Abhazijo. Abas je umrl leta 953 in svoje kraljestvo zapustil sinovoma Ašotu III. in Mušegu. 

### Zlata doba Armenije
Uradna investitura Ašota III. za armenskega kralja se je zgodila leta 961, po selitvi kilikijskega svetega sedeža iz Vaspurakana v Argino. Prisotnih je bilo več kontingentov armenske vojske, 40 škofov, kralj Kavkaške Albanije in katolikos Ananija Mokaci, ki je kralja kronal z naslovom šahanšah. Ašot je istega leta preselil prestolnico iz Karsa v Ani. Bagratidski kralji niso nikoli imeli stalne rezidence, temveč so se iz Bagarana preselili v Širakavan in nato v Kars. Kars ni nikoli dosegel statusa, ko bi lahko postal prestolnica, Dvin pa je bil zaradi bližine sovražnih emiratov povsem zanemarjen. Za Ašotove potrebe je bil zelo primeren Ani s svojo naravno obrambo, ki bi prenesla obleganje, hkrati pa je ležal ob trgovski poti med Dvinom in Trabzonom.
Mesto je ravno zaradi te trgovske poti hitro začelo rasti in postalo glavno politično, kulturno in gospodarsko središče Bagratidske Armenije. Trgovci in meščani so ustanovili trgovine, tržnice, delavnice in gostišča, medtem ko je nahararska elita sponzorirala gradnjo veličastnih dvorcev in palač. Kralj Ašot je zgradil znano obzidje Ašotašen, ki je obdajalo celo mesto, samostane, bolnišnice, šole in ubožnice. Njegova žena Kosrovanujš je leta 966 ustanovila samostanski kompleks v Sanahinu in leta 976 v Hagpatu. Ašotovo sponzorstvo vseh teh gradenj mu je prineslo vzdevek Usmiljeni (Vogormac).
Ašot III. je bil zelo uspešen tudi v zunanjih zadevah. Ko je bizantinska vojska pod vodstvom bizantinskega cesarja Ivana I. Cimiska leta 973 vstopila v Taron, domnevno zato, da bi maščevala smrt svojega domestika, ki so ga Arabci ubili v Mosulu, je Ašot mobiliziral 80.000 mož, da bi se srečal z njo in jo prisilil k umiku. Naslednje leto je s Cimiskom sklenil zavezništvo in mu poslal 10.000 armenskih vojakov na pohod proti muslimanskima emiratoma v Alepu in Mosulu. Ašot je leta 953 neuspešno poskušal zavzeti Dvin. Obleganje je trajalo kar nekaj časa, potem pa je bilo prekinjeno, ker je bilo mesto predobro branjeno.

### Podkraljestva
Nov pojav, ki se je začel med vladavino Ašota III. in se nadaljeval pod njegovimi nasledniki, je bilo ustanavljanje podkraljestev po vsej Bagratidski Armeniji. Ašot III. je poslal svojega brata Mušega I. vladat v Kars (Vanand) in mu dovolil uporabljati naziv kralj. Upravno okrožje Dzoraget blizu jezera Sevan je bilo leta 966 dodeljeno Ašotovemu sinu Gurgenu, predniku dinastije Kjurikidov, ki je kasneje prevzel naziv kralj. Ustanavljanje novih kraljestev je Armeniji koristilo, dokler je bil kralj v Aniju dovolj močan, da je ohranjal svojo hegemonijo nad drugimi kralji. Ko temu ni bilo več tako, so kralji, pa tudi njihovi škofje, ki so zahtevali položaj katolikosa, oblikovali lastne doktrine in začeli preizkušati meje svoje avtonomije.

### Napredek pod Smbatom in Gagikom
Cvetoča doba Armenije se je nadaljevala med vladavinama Ašotovega sina in naslednika Smbata II. Ani je do konca Smbatove vladavine leta 977 tako zrasel, da je novi kralj ukazal zgraditi novo obzidje, znano kot Smbatovo obzidje.

### Upadanje in vdor Bizantincev
Bizantinci so v zadnjem desetletju 10. stoletja počasi prodirali proti vzhodu proti Armeniji. Številne zmage cesarja Bazilija II. proti Arabcem in notranji arabski boji so mu utrli pot proti Kavkazu. Uradna politika Konstantinopla je bila, da noben krščanski vladar ni enak bizantinskemu cesarju ali neodvisen od njega. Bizantinska politika je bila včasih prikrita z diplomatskimi kompromisi, končni cilj cesarstva pa je bil vsekakor popolna priključitev armenskih kraljestev. Do sredine 10. stoletja se je Bizantinsko cesarstvo raztezalo vzdolž celotne zahodne meje Armenije. Prva armenska regija, ki jo je Bizantinsko cesarstvo priključilo, je bil Taron.  Bizantinci so kneze Bagratunije iz Tarona v nekem smislu imeli za svoje vazale, saj so vladarske  nazive, kot je na primer strateg, in plače dobivali iz Konstantinopla. Po smrti Ašota Bagratunija iz Tarona leta 967, ki se ga ne sme zamenjati z Ašotom III., se njegova sinova Gregor in Bagrat nista mogla upreti pritisku cesarstva, ki je njuno kneževino v celoti priključilo in jo spremenilo v temo.
Kasneje je bilo k cesarstvu priključeno tudi ardzrunsko kraljestvo Vaspurakan. Leta 1003 je zadnji vladar kraljestva Senekerim-Hovhanes, zet kralja Gagika I. Anijskega, zavrnil zahteve svojih nečakov in postal edini kralj Vaspurakana. Njegova vladavina je v drugem desetletju 11. stoletja postala še bolj negotova zaradi plenilskih napadov različnih turkmenskih band. Leta 1016 je Senekerim-Hovhanes zato ponudil Baziliju II. Vaspurakan, vključno s 72 trdnjavami in 3000–4000 vasmi, v zameno za obsežno posest bolj zahodno na bizantinskem ozemlju s središčem v Sebasteji, kamor se je leta 1021 preselil skupaj s svojo družino in 14.000 podaniki. Bazilij II. je medtem že pred Senekerim-Hovhanesovo ponudbo poslal vojsko z Balkana v Vaspurakan in ga pretvoril v še eno bizantinsko temo z Vanom kot regionalnim središčem. S padcem Ardzrunskega kraljestva se je bizantinska oblast trdno zasidrala na armenskem višavju. Neodvisni so ostali le Bagratidska Armenija, Vzhodni Sjunik in Bagk.

### Notranji spori in padec
Po smrti kralja Gagika I. (leta 1017 ali 1020) je bilo kraljestvo razdeljeno med njegova sinova Hovhanes-Smbata, ki je prejel Ani, in Ašota IV. Hrabrega, ki je prejel ozemlje, vključno z Dvinom, ki pa ga je zasedel Šadadid Abudl-Asvar Šavur ibn Fadl iz Gandže. Brata sta se vse življenje prepirala za ozemlje. Hovhanes-Smbat, ki ni imel otrok,  je v teh burnih dneh poslal v Konstantinopel katolikosa Petra Getadardzeja, da bi se pogajal o tem, da bi ga Bizantinci ne napadli do njegove smrti, po smrti pa bi cesarstvu prepustil svoje kraljestvo. Takojšnji rezultati teh pogajanj niso znani, po smrti obeh bratov leta 1040–1041 pa je novi bizantinski cesar in naslednik Bazilija II. Konstantin IX. zahteval Bagratidsko Armenijo. Ašotov sin, mladi Gagik II., je s podporo sparapeta Vahrama Pahlavounija in njegovih privržencev vladal le dve leti. Kljub notranjim nesoglasjem, ki jih je spodbujal probizantinski nadzornik ali oskrbnik Sargis Hajkazen, je armenskemu kralju uspelo odbiti napad Turkmenov. Armenski kralj je, verjetno s Sargisovim prepričevanjem, sprejel povabilo cesarja Konstantina IX., da pride v Konstantinopel, kjer je bil prisiljen prepustiti svojo domeno cesarstvu v zameno za domeno v Kapadokiji. Leta 1044 so Bizantinci dvakrat napadli Ani, vendar ga niso uspeli osvojiti. Zaradi teh težkih razmer je katolikos Petros Getadardz, ki je upravljal Ani v kraljevi odsotnosti, leta 1045 Ani predal Bizantincem. Ani je bil nato priključen Iberski temi, ki se je preimenovala v  temo Iberija in Ani ali Iberija in Armenija.
Bagratidski kralj Karsa Gagik-Abas je obdržal svoj prestol tudi po letu 1064, ko je Ani padel v roke Seldžuških Turkov, vendar je bil tudi on prisiljen prepustiti svoja ozemlja Bizantincem in se umakniti v Anatolijo. Turki so leta 1065 zavzeli Kars. Nekaj svobodnih armenskih trdnjav je ostalo samo še  Baghku in vzhodnem Sjuniku.

## Kultura in družba

### Vlada
Kralj Bagratidske Armenije je imel neomejeno 0blast in je bil najvišja avtoriteta pri reševanju vprašanj o zunanjih in notranjih zadevah. Knezi in nahararji so bili neposredno podrejeni kralju in so prejemali in obdržali svoja posestva le z njegovim dovoljenjem. Neposlušnim plemičem je imel kralj pravico zaseči zemljo in jo dodeliti drugim plemičem. Koncept božje pravice ni obstajal. 

### Religija
Večina Armencev je pripadala Armenski apostolski cerkvi, vendar so bili v armenski družbi tudi verniki vzhodne pravoslavne cerkve, uradne religije Bizantinskega cesarstva. Bizanc je večkrat zahteval občestvo z armensko cerkvijo kot predpogoj za pošiljanje pomoči Bagratidom, vendar večina poskusov ni obrodila sadov.
Sredi 10. stoletja se je pojavil nov notranji izziv za avtoriteto armenske cerkve in kraljestva, ko so  doživeli preporod tondrakijci, protifevdalna heretična krščanska sekta, ki so jo Arabci v 9. stoletju s podporo Armenske cerkve zatrli. V 10. stoletju so tondrakijci ponovno pridobili veliko privržencev. Ašot III. se je zavedal nevarnosti, ki so jo tondrakijci predstavljali za kraljestvo, kar je bil eden od razlogov, da si je neposredno podredil Cerkev, ji dal zemljišča in sponzoriral gradnjo samostanov in cerkva. Ker so tondrakijci še naprej širili svoje ideje, so si naslednji armenski kralji prizadevali zatreti njihovo širjenje. 

### Gospodarstvo
Bagratidsko kraljestvo je v bistvu temeljilo na dveh gospodarstvih: fevdalnem kmetijstvu, v mestih pa na merkantilizmu. Kmetje, znani kot ramiki, so v gospodarskem smislu predstavljali najnižji družbeni razred. Ukvarjali so se predvsem s kmetijstvom in živinorejo. Mnogi med njimi niso imeli lastne zemlje in so živeli  kot najemniki in delali kot najeti delavci ali celo sužnji na zemljiščih v lasti bogatih fevdalnih magnatov. Kmetje so bili prisiljeni plačevati visoke davke ne samo svojim fevdalnim gospodom, ampak tudi vladi in Armenski apostolski cerkvi. Večina kmetov je ostala revna. Ogromno davčno breme, ki so ga nosili, je včasih doseglo vrhunec v kmečkih uporih, ki jih je država vedno zatrla.
Bagratidska Armenija ni kovala svojega denarja, ampak je uporabljala valute  Bizantinskega cesarstva in Arabskega kalifata. Živahna trgovina med Bizancem in kalifatom je vzpostavila več trgovskih poti, ki so potekale čez Armenijo. Najpomembnejša pot se je začela v Trabzonu na Črnem morju in se preko Karsa končala v Aniju. Iz Karsa se je trgovalo z deželami severno od njega do pristanišč na Črnem morju in Abhazije. Druge trgovske poti so povezovale Armenijo z Anatolijo in Iranom. Glavna trgovska pot, ki je vodila iz kalifata v Kijevsko Rusijo, je bila znana kot Velika armenska avtocesta.
Ani ni ležal ob nobeni pomembni trgovski poti, a je zaradi svoje velikosti, moči in bogastva kljub temu postal pomembno trgovsko središče. Iz Anija je Armenija izvažala tekstil, kovinske izdelke, oklepe, nakit, konje, govedo, sol, vino, med, les, usnje in krzno. Njeni glavni trgovinski partnerji so bili Bizantinsko cesarstvo in Arabci, trgovala pa je tudi s Kijevsko Rusijo in Srednjo Azijo. Dvin, naseljen z Armenci, je ostal pomembno mesto, enakovredno Aniju, tudi po arabski okupaciji, kar dokazuje slikovit opis arabskega zgodovinarja in geografa al-Mukadasija: 
"Dabil [Dvin] je pomembno mesto. V njem sta nedostopna citadela in veliko bogastvo. Njegovo ime je starodavno, njegove tkanine so znane, njegova reka je obilna, obdano je z vrtovi. Mesto ima predmestja, njegova trdnjava je zanesljiva, njegovi trgi so križne oblike, njegova polja pa čudovita. Glavna mošeja je na hribu, poleg mošeje pa je cerkev ... Ob mestu je citadela. Stavbe prebivalcev so zgrajene iz gline ali kamna. Mesto ima glavna vrata, kot so Bab ['Vrata']-Keydar, Bab-Tiflis in Bab-Ani."
Dvin je postal znan po vsem arabskem svetu zaradi proizvodnje volne in svile ter izvoza blazin, preprog, zaves in prevlek. Vas z imenom Artašat blizu Dvina je bila tako pomembno središče za proizvodnjo armenskega košenila, da je dobila ime vordan karmiri gjugh - vas rdečih črvov, zaradi žuželk, iz katerih so proizvajali rdeče barvilo karmin. Košenil in drugo armensko blago se je našlo po vsem kalifatu. Arabci so ga zaradi njegove pomembnosti imenovali asfin al-Armani – armenski proizvodi.

### Demografija
V obdobju Bagratidov je velika večina prebivalstva Armenije ostala armenska. Arabski viri iz 10. stoletja pričajo, da so mesta v dolini Araksa ostala pretežno armenska in krščanska kljub  arabski muslimanski vladavini. Arabski geograf Ibn Haukal iz 10. stoletja je zapisal, da se  v Dvinu in Nahčivanu govori armensko. Ne glede na to je bila v nekaterih regijah Armenije opazna prisotnost muslimanov. Južna regija Agdžnik, na primer, je bila močno arabizirana že od prejšnjih obdobij muslimanske prevlade. Na severni obali Vanskega jezera je bilo v 9. in 10. stoletju kar nekaj muslimanskega prebivalstva, ki so ga sestavljali etnični Arabci in kasneje Dajlamiti iz Azerbajdžana.

### Umetnost in književnost
Arabski vpadi in invazije na Armenijo ter opustošenja, ki jih je dežela utrpela med bizantinsko-arabskimi vojnami, so v veliki meri zadušili kakršno koli izražanje armenske kulture na področjih, kot so zgodovinopisje, književnost in arhitektura. Te omejitve so izginile, ko je bilo ustanovljeno kraljestvo Bagratidov, ki je naznanilo zlato dobo armenske kulture. 
V odsotnosti Arabcev je poraslo število armenskih zgodovinarjev, ki so zapisovali in dokumentirali odnose med Armenijo in drugimi državami ter opisovali številne dogodke, ki so se zgodili od sedmega do enajstega stoletja. Zahvaljujoč pokroviteljstvu kraljev in plemičev so središča za preučevanje in pisanje literature po vsem kraljestvu postali samostani. Samostana Hagpat in Sanahin sta bila znani središči  visokošolskega izobraževanja. Med pomembnimi osebnostmi v armenski književnosti in filozofiji v tem obdobju sta bila mistik Grigor Narekaci in Grigor Magistros. 
V tem obdobju je bila oživljena tudi umetnost ilustriranih rokopisov in miniatur. Obdobje relativnega miru med Bizancem in Armenijo v drugi polovici desetega stoletja je privedlo do velike interakcije med armenskimi umetniki in njihovimi grškimi kolegi. Armenski avtorji rokopisov so v ilustracijah bodisi poudarjali naravni videz človeškega telesa bodisi se mu odpovedovali in se namesto tega osredotočali na vidik dekoracije.
Armenska arhitektura v obdobju Bagratidov je bila še posebej pomembna. Večina ohranjenih cerkva v današnji Armeniji je iz tega obdobja. Mesto Ani kot pomembno trgovsko središče trgovanja med Bizantinci in Arabci, je v devetem stoletju zraslo tudi v kulturno središče in zaslovelo kot "mesto s 40 vrati in 1001 cerkvijo". Cerkve iz tega obdobja so se zgledovale po cerkvah iz 7. stoletja. Pogosto so bile bolj strme, imele portrete donatorjev in vključevale ideje iz bizantinske in islamske arhitekture. Vse so bile zgrajene iz kamna in imele obokane strope, ki so podpirali kroglasto kupolo. Številne cerkve in druge zgradbe so bile po seldžuških vdorih v enajstem in dvanajstem stoletju deležne vandalizma ali popolnega uničenja.

## Opomba
1. Basrelief, vgraviran na glavnih vratih Anija (Avag Dur), prikazuje leva ali leoparda[1][2] znotraj okvirja s šahovskim križem nad njim.[3] Sodobni poznavalci verjamejo, da je to na splošno simbol Anija in Bagratidov.[1][4][5] Karen Matevosjan je predlagala, da velika mačka predstavlja posvetno oblast, križ pa versko avtoriteto, oboje s sedežem v Aniju v 11. stoletju.[1] 
Ta fotografija je iz začetka 20. stoletja,[6][5]
 preden je bila skulptura bistveno spremenjena med turško restavracijo konec 90. let. Križ jer bil takrat uničen, okvir pa preoblikovan v pravokotnik[5][3] viden na sodobnih fotografijah.
2. ↑  Basrelief, vgraviran na glavnih vratih Anija (Avag Dur), prikazuje leva ali leoparda[1][7] znotraj okvirja s šahovskim križem nad njim.[3] Sodobni poznavalci verjamejo, da je to na splošno simbol Anija in Bagratidov.[1][8][5] Karen Matevosjan je predlagala, da velika mačka predstavlja posvetno oblast, križ pa versko avtoriteto, oboje s sedežem v Aniju v 11. stoletju.[1] 
Ta fotografija je iz začetka 20. stoletja,[9][5]
 preden je bila skulptura bistveno spremenjena med turško restavracijo konec 90. let. Križ jer bil takrat uničen, okvir pa preoblikovan v pravokotnik[5][3] viden na sodobnih fotografijah.